# Robert Loubière
Robert Loubière, né le 28 août 1929 à Boulogne-Billancourt (Seine) et mort le 6 décembre 2011 à Firmi (Aveyron), est un footballeur français.

## Biographie
Élevé en région parisienne, Robert Loubière joue au football à la VGA de Saint-Maur quand il est détecté par le Red Star, basé à Saint-Ouen. Il y fait ses débuts en équipe première, au poste milieu de terrain, lors de la saison 1952-1953, alors que le club retrouve la Division 2. Il brille par son activité et sa technique balle au pied. Après une pige d'un an au Perpignan FC, il revient au Red Star et s'y installe comme titulaire, alors que le club ambitionne de retrouver la première division. En 1955, la promotion obtenue sportivement est annulée par la Fédération pour des soupçons de corruption.
En 1960, après un nouveau scandale, le club est exclu de la Division 2. Loubière quitte alors Saint-Ouen et signe à l'US Forbach où il rejoint son ancien coéquipier du Red Star Julien Manzano. L'année suivante, le Red Star est réintégré, et Loubière fait son retour au club, dont il est alors capitaine. Il participe à la création en 1961 de l'Union nationale des footballeurs. En 1963, une blessure sérieuse lui vaut d'arrêter sa carrière sportive à 34 ans.
Il se reconvertit hors du football et termine sa vie dans l'Aveyron, dont il est originaire. Il y meurt en 2011.

## Statistiques
Robert Loubière n'a jamais joué en Division 1. En onze saisons professionnelles, il dispute au moins 306 matchs, dont 285 en Division 2.
| Saison                | Club                  | Championnat           | Championnat | Championnat | Coupe(s) nationale(s) | Coupe(s) nationale(s) | Total | Total |
| Saison                | Club                  | Division              | M.          | B.          | M.                    | B.                    | M.    | B.    |
| 1952-1953             | Red Star Olympique    | D2                    | 31          | 0           | 1                     | 0                     | 32    | 0     |
| 1953-1954             | Perpignan FC          | D2                    | 28          | 6           | -                     | -                     | 28    | 6     |
| 1954-1955             | Red Star Olympique    | D2                    | 28          | 1           | -                     | -                     | 28    | 1     |
| 1955-1956             | Red Star Olympique    | D2                    | 26          | 2           | 3                     | 0                     | 29    | 2     |
| 1956-1957             | Red Star Olympique    | D2                    | 29          | 1           | 1                     | 0                     | 30    | 1     |
| 1957-1958             | Red Star Olympique    | D2                    | 31          | 2           | 1                     | 0                     | 32    | 2     |
| 1958-1959             | Red Star Olympique    | D2                    | 30          | 1           | 5                     | 0                     | 35    | 1     |
| 1959-1960             | Red Star Olympique    | D2                    | 35          | 4           | 4                     | 0                     | 39    | 4     |
| 1960-1961             | US Forbach            | D2                    | 27          | 2           | 5                     | 0                     | 32    | 2     |
| 1961-1962             | Red Star Olympique    | D2                    | 18          | 1           | 1                     | 0                     | 19    | 1     |
| 1962-1963             | Red Star Olympique    | D2                    | 2           | 0           | -                     | -                     | 2     | 0     |
| Total sur la carrière | Total sur la carrière | Total sur la carrière | 285         | 20          | 21                    | 0                     | 306   | 20    |